# Gary Numan
Gary Anthony James Webb (n. 8 de marzo de 1958, en Hammersmith), más conocido como Gary Numan, es un músico, cantante, compositor y productor discográfico británico. Entró en la industria de la música como líder de la banda de new wave Tubeway Army. Después de lanzar dos álbumes con la banda, lanzó su álbum debut en solitario The Pleasure Principle en 1979, encabezando la lista de álbumes del Reino Unido. Mientras que su popularidad comercial alcanzó su punto máximo a fines de la década de 1970 y principios de la de 1980 con éxitos como "Are “Friends” Electric?" y "Cars", mantiene un culto de seguidores. Ha vendido más de 10 millones de discos.
Numan es considerado un pionero de la música electrónica, con su sonido característico que consiste en sintetizadores alimentados a través de pedales de efectos de guitarra. También es conocido por su voz distintiva y su personalidad andrógina "androide". En 2017, recibió un premio Ivor Novello y el premio Inspiration, de la Academia Británica de Compositores y Autores.

## Primeros años
Numan nació como Gary Anthony James Webb el 8 de marzo de 1958 en Hammersmith, Londres. Su padre era un conductor de autobús de British Airways con base en el aeropuerto de Heathrow. Recibió educación en la Town Farm Junior School en Stanwell, Surrey; en la Escuela secundaria del condado de Ashford; y en la Slough Grammar School, así como en el Brooklands Technical College en Weybridge, Surrey. Se unió a la Air Training Corps cuando era adolescente y luego ocupó brevemente varios trabajos, incluido el de conductor de carretilla elevadora, instalador de ventiladores de aire acondicionado y asistente de cuentas. Cuando Numan tenía 15 años, su padre le compró una Gibson Les Paul, que se convirtió en su posesión más preciada. Tocó en varias bandas, incluidas Mean Street y The Lasers, antes de formar Tubeway Army con su tío, Jess Lidyard y Paul Gardiner. Su seudónimo inicial fue "Valerian", probablemente en referencia al héroe de la serie de cómics de ciencia ficción francesa Valérian y Laureline. Más tarde eligió el apellido "Numan" de un anuncio en las páginas amarillas de un fontanero cuyo apellido era "Neumann".

## Carrera musical

### 1975 - 1979: Tubeway Army yThe Pleasure Principle
Numan saltó a la fama a mediados de la década de 1970 como cantante principal, compositor y productor de discos de Tubeway Army. Después de grabar un álbum demo con influencia punk (lanzado en 1984 como The Plan), él firmó un contrato con Beggars Banquet Records en 1978 y rápidamente lanzó dos sencillos, "That's Too Bad" y "Bombers", ninguno de los cuales llegó a las listas.
Un álbum de debut homónimo, orientado a la new wave, más tarde ese mismo año agotó su edición limitada e introdujo la fascinación de Numan por la ciencia ficción distópica y los sintetizadores. Aunque el tercer sencillo de Tubeway Army, el tema oscuro y de ritmo lento "Down in the Park" (1979), nunca apareció en las listas de éxitos, se convirtió en una de las canciones más perdurables y con más versiones de Numan. Apareció con otros éxitos contemporáneos en la banda sonora de la película Times Square de 1980, y una versión en vivo de la canción fue inculida en la película de 1982 Urgh! A Music War. Después de la exposición en un anuncio televisivo de jeans Lee Cooper con el jingle "Don't Be a Dummy", Tubeway Army lanzó el sencillo "Are 'Friends' Electric?" en mayo de 1979. Después de siete semanas, el sencillo subió al número 1 a finales de junio; el álbum del que fue extraído, Replicas, alcanzó simultáneamente el número 1.
Unos meses más tarde, Numan tuvo éxito en las listas de éxitos a ambos lados del Atlántico con "Cars", que alcanzó el puesto número 1 en el Reino Unido en 1979, el número 1 en Canadá y el número 9 en los Estados Unidos en 1980. "Cars" y el álbum de 1979 The Pleasure Principle fueron lanzados bajo el nombre artístico de Numan. El álbum alcanzó el número uno en el Reino Unido, y se realizó una gira con entradas agotadas (The Touring Principle); el vídeo del concierto se cita a menudo como el primer lanzamiento de un vídeo musical comercial de larga duración. The Pleasure Principle fue un álbum de rock sin guitarras; en cambio, Numan usó sintetizadores alimentados a través de pedales de efectos de guitarra para lograr un tono metálico y distorsionado. Un segundo sencillo del álbum, "Complex", llegó al número 6 en la lista de singles del Reino Unido.

### 1980-1990: fundación de sello discográfico y colaboraciones
En 1980, Numan encabezó las listas de álbumes por tercera vez con Telekon, con los sencillos "We Are Glass" y "I Die: You Die" lanzados antes de la publicación del álbum, alcanzando los puestos 5 y 6 respectivamente. "This Wreckage", extraída del álbum en diciembre también entró en el Top 20. Telekon, el último álbum de estudio que lo que Numan denominó retrospectivamente la sección "Machine" de su carrera, reintrodujo las guitarras en la música de Numan y presentó una gama más amplia de sintetizadores. El mismo año se embarcó en su segunda gran gira ("The Teletour") con un espectáculo escénico aún más elaborado que The Touring Principle el año anterior. Anunció su retiro de las giras con una serie de conciertos con entradas agotadas en la Wembley Arena en abril de 1981, con el apoyo del músico experimental Nash the Slash and Shock, una compañía de rock/mimo/burlesque cuyos miembros incluían a Barbie Wilde, Tik and Tok y Carole Caplin. Un conjunto de dos álbumes en vivo de las giras de 1979 y 1980 lanzados en este momento alcanzó el número 2 en las listas. Ambos álbumes, también lanzados individualmente como Living Ornaments '79 y Living Ornaments '80 también figuraron en las listas. La decisión de retirarse sería efímera.
Partiendo del electropop puro con el que había estado asociado, Numan comenzó a experimentar con el jazz, el funk y el pop rítmico etéreo. Su primer álbum después de sus conciertos de despedida de 1981 fue Dance (1981). El álbum alcanzó el número 3 en las listas del Reino Unido, con una estadía de ocho semanas, además de producir un sencillo de éxito ("She's Got Claws") que alcanzó el número 6. El álbum contó con varios músicos invitados distinguidos; Mick Karn (bajo, saxofón) y Rob Dean (guitarra) de Japan, Roger Mason (teclados) de Models y Roger Taylor (batería) de Queen.
Con su antigua banda de acompañamiento, Chris Payne (teclados, viola), Russell Bell (guitarra) y Ced Sharpley (batería) ahora reformados como Dramatis, Numan contribuyó con la voz al éxito menor "Love Needs No Disguise" del álbum For Future Reference. y prestó su voz para el primer sencillo de su bajista Paul Gardiner, "Stormtrooper in Drag", que también llegó a las listas de éxitos. Sin embargo, la carrera de Numan había comenzado a experimentar un declive gradual, y fue eclipsado inicialmente por actos como Adam Ant, y más tarde por The Human League, Duran Duran y Depeche Mode. Cada álbum también vio una nueva "imagen", ninguna de las cuales capturó la imaginación del público casi en la misma medida que el androide solitario de 1979. 
Al álbum I, Assassin (1982) le fue aún peor que a Dance. A pesar de producir un sencillo Top 10 y dos sencillos Top 20, el álbum alcanzó el puesto número 8 con una estadía de seis semanas.
Warriors (1983) desarrolló aún más el estilo influenciado por el jazz de Numan y contó con contribuciones del músico de vanguardia Bill Nelson (quien se peleó con Numan durante la grabación y eligió no ser acreditado como coproductor del álbum), y el saxofonista Dick Morrissey (quien tocaría en la mayoría de los álbumes de Numan hasta 1991). El álbum alcanzó su punto máximo en el N.º 12, produjo dos sencillos exitosos incluyendo el Top 20 de la canción homónima y, como I, Assassin, pasó seis semanas en las listas. Warriors fue el último álbum que Numan grabó para Beggars Banquet Records, y fue promocionado por una gira de 40 fechas por el Reino Unido (nuevamente con el apoyo del dúo de música y mimo robótico Tik y Tok).
Posteriormente, Numan publicó una serie de álbumes y sencillos en su propio sello discográfico, Numa. El primer álbum lanzado en Numa, Berserker de 1984, también se destacó por ser la primera incursión de Numan en las computadoras/samplers de música, en este caso el PPG Wave. El álbum fue acompañado por una nueva imagen visual en azul y blanco (incluido el propio Numan con cabello azul), una gira, un álbum/video/EP en vivo y la canción homónima alcanzando el Top 40 del Reino Unido cuando se lanzó como sencillo. A pesar de esto, el álbum dividió a críticos y fanáticos y comercialmente fue el lanzamiento menos exitoso de Numan hasta ese momento.
El siguiente álbum de Numan, The Fury (1985), se ubicó ligeramente por encima de Berserker ingresando al Top 30. Una vez más, el álbum anunció un cambio de imagen, esta vez presentando a Numan con un traje blanco y una pajarita roja. Se lanzaron cuatro sencillos del álbum, todos alcanzando el Top 50 del Reino Unido. 
Las colaboraciones con Bill Sharpe de Shakatak como Sharpe & Numan ayudaron poco, aunque dos sencillos que el dúo grabó sí vieron acción en las listas: "Change Your Mind", alcanzó el número 17 en 1985 y "No More Lies" alcanzó el número 35 en 1988. En 1987, Numan interpretó la voz de tres sencillos de Radio Heart, un proyecto de los hermanos Hugh y David Nicholson, antes de Marmalade y Blue, que tuvo un éxito variable ("Radio Heart" N.º 35 UK, "London Times" N.º 48, "All Across The Nation" # 81). También se lanzó un álbum, acreditado a "Radio Heart con Gary Numan", aunque Numan solo apareció en tres pistas, pero no llegó a las listas. También en 1987, el antiguo sello de Numan, Beggars Banquet, lanzó la mejor recopilación "Exhibition", que alcanzó el puesto 43 en la lista de álbumes del Reino Unido, y un remix de "Cars". El remix, titulado "Cars (E Reg Model)", se ubicó en el puesto número 16, el último éxito de Numan en el Top 20 hasta la reedición de la misma canción en 1996. Numa Records, que se había lanzado en una ráfaga de entusiasmo idealista, cerró después del lanzamiento del álbum de Numan en 1986, Strange Charm, aunque el álbum contenía dos éxitos Top 30 (las posiciones de singles más altas de Numan desde 1983). Además al fracaso comercial de Numa Records, la propia fortuna que Numan amasó desde finales de la década de 1970, estimada en 4,5 millones de libras, se agotó. Numan luego firmó con I.R.S. Records, aunque su último álbum de estudio de la década de 1980, Metal Rhythm (1988), vendió poco. Para su lanzamiento en Estados Unidos, el sello discográfico cambió el título del álbum a New Anger después del sencillo principal del álbum, cambió el color del álbum de negro a azul y remezcló varias de sus pistas en contra de los deseos de Numan. En 1989, el álbum Automatic de Sharpe & Numan fue lanzado a través de Polydor Records, aunque este tampoco logró obtener mucho éxito comercial, ingresando brevemente a las listas de éxitos.

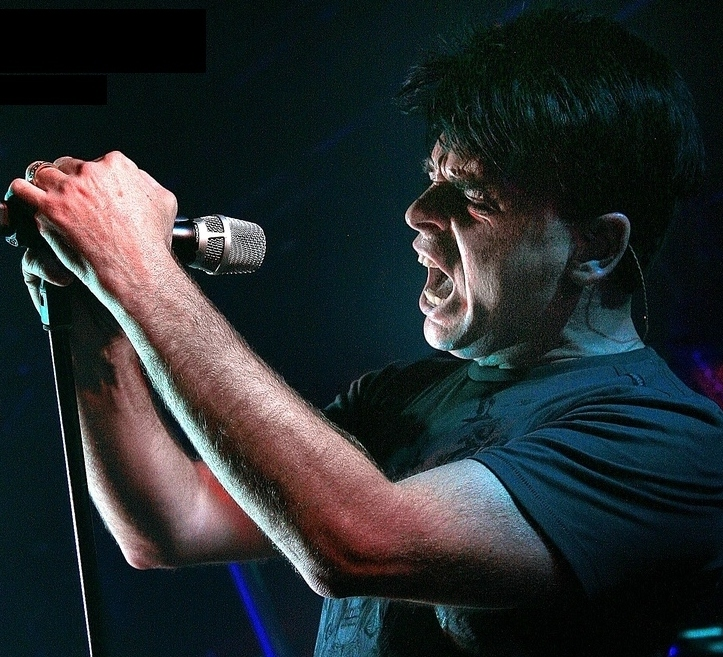
Gary Numan tocando en 2007

### 1991 - 2008: Reconocimiento mundial
En 1991, Numan se aventuró en la composición de películas al co-componer la música de The Unborn con Michael R. Smith (la partitura se lanzó más tarde como un álbum instrumental en 1995, Human). Después de Outland (1991), otro fracaso de la crítica y comercial y su segundo y último álbum de estudio con I.R.S., Numan reactivó Numa Records, bajo el cual lanzaría sus dos próximos álbumes. Abrió para Orchestral Maneuvers in the Dark (quienes habían abierto para él en 1979) en una gira de 1993. En 1994, Numan decidió dejar de intentar entrar en el mercado del pop y concentrarse en su lugar en explorar temas más personales, incluido su ateísmo. Su futura esposa, Gemma, lo alentó a despojarse de las influencias de los años más recientes. Numan revaluó su carrera y viró hacia una dirección más dura y más industrial con su composición en el álbum Sacrifice — por primera vez tocó casi todos los instrumentos él mismo. El cambio fue bien recibido por la crítica, ya que el sonido más duro y oscuro de Numan surgió justo cuando bandas influenciadas por Numan como Nine Inch Nails disfrutaban de su primera oleada de fama. La influencia fue bidireccional; Numan afirmó que la canción "Closer" de Nine Inch Nails es su sencillo de éxito favorito de todos los tiempos, e influyó en su música.
Sacrifice fue el último álbum que hizo Numan antes de cerrar Numa Records de forma permanente. Sus siguientes dos álbumes de estudio, Exile (1997) y Pure (2000), fueron bien recibidos y ayudaron significativamente a restaurar su reputación crítica, al igual que un álbum tributo, Random, lanzado poco antes de Exile, que contó con artistas como Damon Albarn y Jesus Jones que habían sido influenciados por Numan. Numan realizó una gira por los Estados Unidos en apoyo de Exile, sus primeros conciertos en Estados Unidos desde principios de la década de 1980. Fear Factory produjo una versión de "Cars" (con una destacada aparición como invitado del propio Numan) para la versión digipak de su álbum de 1999, Obsolete. Numan había sido reconocido y respetado por sus compañeros, con músicos como Dave Grohl (de Foo Fighters y Nirvana), Trent Reznor (de Nine Inch Nails) y Marilyn Manson proclamando que su trabajo era una influencia y grabando versiones de viejos éxitos de Numan. La banda Basement Jaxx tuvo un gran éxito en 2002 con "Where's Your Head At", que se basó en un sample de "M.E" de Numan - de The Pleasure Principle. Nine Inch Nails hizo un cover de la canción "Metal" en el álbum de remixes de The Fragile, Things Falling Apart, al igual que Afrika Bambaataa (con el propio Numan) en el álbum Dark Matter Moving at the Speed of Light. "Cars" sigue siendo la canción más perdurable de Numan; volvió a ser un éxito en 1987 (remezclado por Zeus B. Held) y 1996, en este último caso gracias a una aparición en un anuncio de la cervecería Carling. En 2000, el DJ Armand Van Helden sampleó la pista y la mezcló en su sencillo "Koochy" que conquistó las pistas de baile. En 2002, el girl group inglés Sugababes obtuvo el primer lugar con "Freak Like Me", una mezcla de "Freak Like Me" de Adina Howard y "Are" Friends "Electric?" por Tubeway Army de Numan.
En 2002, Numan disfrutó de éxito en las listas una vez más con el sencillo "Rip", alcanzando el número 29 en la lista de singles del Reino Unido y en 2003 con el sencillo de Gary Numan vs Rico "Crazier", que alcanzó el número 13 en la lista de Reino Unido. Rico también trabajó en el álbum de remezclas Hybrid, que incluía reelaboraciones de canciones más antiguas en un estilo industrial más contemporáneo, así como material nuevo. Otros artistas y productores que contribuyeron en estos remixes fueron Curve, Flood, Andy Gray, Alan Moulder, New Disease y Sulpher. 2003 también vio a Numan interpretando las voces en una pista llamada "Pray for You" en el álbum Eargasm de Plump DJs. En 2004, Numan volvió a tomar el control de sus propios asuntos comerciales, lanzando el sello Mortal Records y lanzando una serie de DVD en vivo. El 13 de marzo de 2006, se lanzó el álbum de Numan, Jagged. El concierto de lanzamiento del álbum tuvo lugar en The Forum, Londres el 18 de marzo, seguido de giras por el Reino Unido, Europa y Estados Unidos en apoyo del lanzamiento. Numan también lanzó un sitio web de Jagged para exhibir el nuevo álbum, e hizo planes para que su concierto de despedida de 1981 (anteriormente lanzado como Micromusic en VHS) se lanzara en DVD en noviembre de 2006, así como lanzar la versión en DVD del concierto de lanzamiento del álbum Jagged. Numan realizó una gira de Telekon en el Reino Unido en diciembre de 2006. 
Numan colaboró con la voz en cuatro temas en el lanzamiento en abril de 2007 del álbum debut en solitario de Ade Fenton, Artificial Perfect, en su nuevo sello industrial/electrónico, Submission, que incluye "The Leather Sea", "Slide Away", "Recall" y el primer sencillo del álbum, "Healing". El segundo sencillo que se lanzó en el Reino Unido fue "The Leather Sea" el 30 de julio de 2007, que llegó a las listas. 
Numan vendió todas las entradas para una gira de 15 fechas por el Reino Unido e Irlanda en la primavera de 2008, durante la cual interpretó su exitoso álbum de 1979, Replicas, en su totalidad, y toda la música de la era Replicas, incluidas las caras B. La exitosa gira también volvió a elevar el perfil de Numan en los medios debido a que coincidió con su 30 aniversario en el negocio de la música. 
En noviembre de 2007, Numan confirmó a través de su sitio web que el trabajo en un nuevo álbum, con el título provisional de Splinter, estaría en marcha a lo largo de 2008, después de terminar una versión alternativa de Jagged (llamada Jagged Edge) y el CD de canciones inéditas de su tres álbumes anteriores (confirmado para ser titulado Dead Son Rising el 1 de diciembre de 2008 a través de un mensaje de lista de correo oficial). Escribió que es probable que Splinter fuera liberado a principios de 2010. 

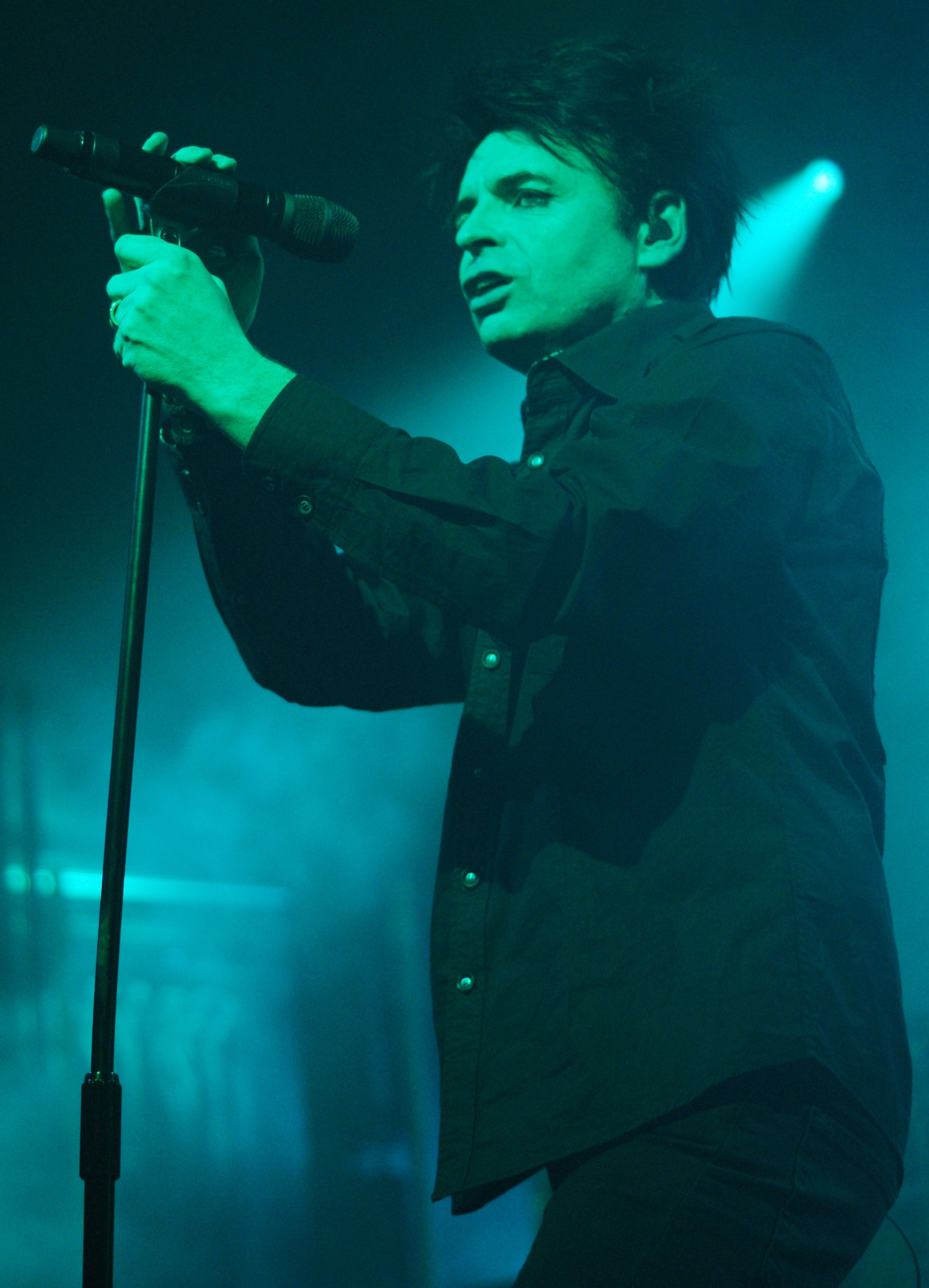
Numan tocando en 2011

### 2009 - presente
En una entrevista de septiembre de 2009 con The Quietus, Numan dijo que él y Trent Reznor planeaban hacer música juntos.
Numan estaba programado para realizar una pequeña cantidad de fechas en vivo estadounidenses en abril de 2010, incluida una aparición en el Festival Coachella en California, pero tuvo que cancelar porque los viajes aéreos en Europa se detuvieron por la nube de ceniza volcánica de Islandia. Como resultado, la gira no solo se pospuso sino que se expandió, y las fechas estadounidenses y mexicanas de su gira Pleasure Principle 30th Anniversary Tour comenzaron el 17 de octubre de 2010, en Firestone Live en Orlando, Florida.
Numan realizó una gira por Australia en mayo de 2011 interpretando su álbum seminal The Pleasure Principle en su totalidad para celebrar su trigésimo aniversario. Junto a él en la gira estuvo la banda electrónica australiana Severed Heads, que salió de su retiro especialmente para los shows.
Numan prestó su voz para la canción "My Machines" del álbum Gloss Drop de Battles de 2011. Fue elegido por Battles para actuar en el festival ATP Nightmare Before Christmas que fueron co-curadores en diciembre de 2011 en Minehead, Inglaterra. El álbum de Numan, Dead Son Rising, fue lanzado el 16 de septiembre de 2011 y tuvo una gira por el Reino Unido dividida en dos mitades, del 15 al 21 de septiembre y del 7 al 11 de diciembre. Ambas partes fueron apoyadas por el solista galés Jayce Lewis en una entrevista durante la gira; Numan elogió a Lewis por ser el mejor acto secundario en sus 30 años de gira, luego documentó la gira en un diario de gira e invitó públicamente a Lewis a unirse a él en una gira estadounidense en 2012.
Numan también proporcionó narración para el cortometraje Odokuro de Aurelio Voltaire en 2011.
Mientras trabajaba en un nuevo álbum que saldría a la venta en 2013, Numan dijo: "En el que estoy trabajando ahora, que estoy tratando de publicar a mediados del próximo año. Es muy pesado, muy agresivo y muy oscuro. Hay elementos de Dead Son Rising en eso, pero está mucho más lejos en ese camino en particular ".
El álbum Splinter (Songs from a Broken Mind), fue lanzado el 14 de octubre de 2013. Alcanzó el Top 20 del Reino Unido, su primer álbum en hacerlo en 30 años. Fue promovido por una extensa gira por Estados Unidos, Canadá, Reino Unido e Irlanda que continuó en 2014 para incluir a Israel, Nueva Zelanda, Australia y Europa. Otro tramo estadounidense tuvo lugar a finales de 2014.

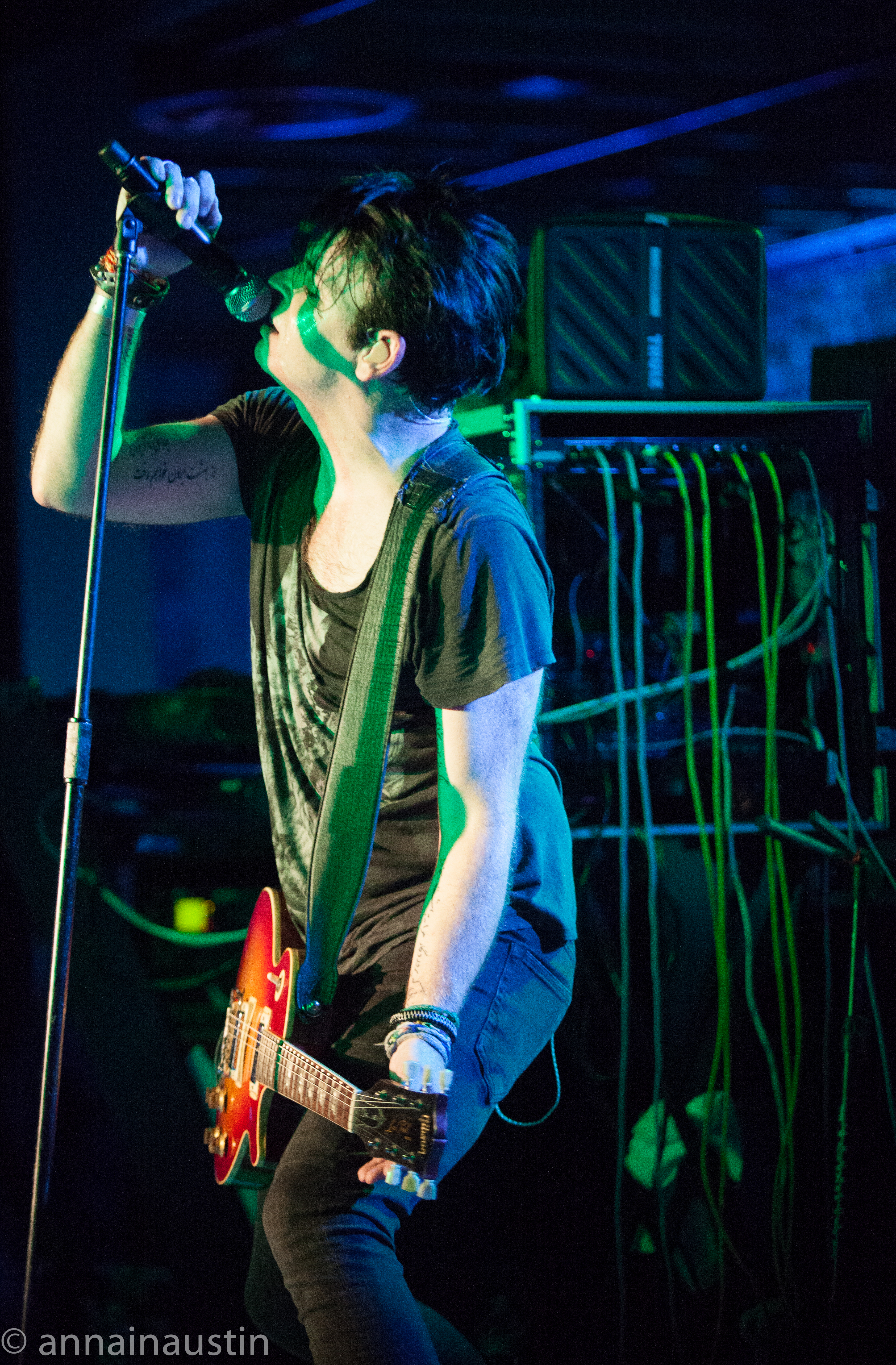
Numan tocando en South by Southwest en 2014

En junio de 2014, Numan colaboró con Jayce Lewis y su proyecto de Protafield en la pista "Redesign" que aparece en el álbum Nemesis de Protafield. Numan también proporcionó la voz para la canción "Long Way Down" compuesta por Masafumi Takada y Rich Dickerson para el videojuego The Evil Within. El juego fue lanzado el 14 de octubre de 2014. Numan realizó un espectáculo en vivo único y con entradas agotadas en Londres en noviembre de 2014 en el Hammersmith Apollo con el apoyo de Gang of Four. 
El 29 de abril de 2015, Numan anunció a través de su página de Facebook que había comenzado a escribir canciones para el álbum sucesor de Splinter (Songs from a Broken Mind).
Numan colaboró con el grupo de pop industrial VOWWS en la canción "Losing Myself in You" en su álbum debut The Great Sun.
El 6 de mayo de 2016, Numan fue uno de los varios colaboradores del álbum Electronica 2: The Heart of Noise de Jean-Michel Jarre, con el tema "Here for You", coescrita por Jarre y Numan.
El 10 de mayo de 2016, Moog Music nombró a Numan como el destinatario del Premio a la Innovación Moog 2016. El 18 de mayo de 2017, Numan recibió el premio Ivor Novello a la inspiración en Londres.
El 24 de septiembre de 2018, el autobús de giras de Numan atropelló y mató a un anciano en Cleveland, Ohio, EE. UU. El conductor no fue acusado de inmediato. Numan estaba programado para aparecer en el Cleveland House of Blues esa noche, pero canceló el programa por ser "inapropiado" a la luz de la tragedia del día. Numan publicó en Twitter más tarde ese día, diciendo: "Todos estamos completamente devastados por el fatal accidente que involucró a nuestro autobús de giras en Cleveland el día de hoy. Todos estamos llenos de una tristeza que hizo imposible considerar tocar nuestro programa esta noche, y por respeto, hubiera sido completamente incorrecto. Estoy seguro de que pueden entender por qué cancelamos y me disculpo con House of Blues y con los fanáticos por cualquier dificultad o decepción que esta decisión pueda haber causado. Todas las entradas serán aceptadas en el punto de compra. En este momento sólo podemos pensar en las personas afectadas por esta terrible tragedia y a ellas les enviamos todo nuestro cariño". El 2 de mayo de 2019, Numan anunció el título provisional de su próximo álbum como Intruder, que se lanzará en 2020.

## Carrera de aviación
Numan se unió a los Air Training Corps cuando era adolescente, cuando quería ser piloto o estrella del pop. En 1978 comenzó a aprender a volar en el aeropuerto de Blackbushe, pero el éxito de su carrera musical en 1979 significó que la obtención de su licencia de piloto se retrasó hasta el 17 de diciembre de 1980. Al día siguiente, el 18 de diciembre de 1980, Numan compró su primer avión por 12.000 libras esterlinas; un Cessna 182. El 1 de julio de 1981 Numan fundó Numanair, una pequeña empresa de vuelos chárter que operaba desde Blackbushe, y adquirió un Cessna 210 Centurion (registrado G-OILS) y un Piper Navajo (registrado G-NMAN). También se entregó a su pasión por el automovilismo en 1981 al patrocinar a Mike Mackonochie, que conducía un Van Diemen RF81 con los colores de Numanair en la clase Fórmula Ford 1600.
En noviembre y diciembre de 1981, Numan voló con éxito alrededor del mundo en su Piper Navajo con el copiloto Bob Thompson en su segundo intento. El primer intento, en el Cessna 210 Centurion, había terminado en India con Numan y Thompson arrestados bajo sospecha de contrabando y espionaje. Este avión fue dado de baja el 29 de enero de 1982 cuando se quedó sin combustible cerca de Southampton y realizó un aterrizaje forzoso con Numan a los mandos.
En 1984, Numan compró un avión de entrenamiento Harvard registrado como G-AZSC e hizo pintar el avión para que se pareciera a un caza Zero japonés. También obtuvo una licencia de piloto de exhibición y voló la máquina en el circuito de exhibición aérea del Reino Unido. Él y su amigo Norman Lees, que también era dueño de un Harvard, formaron el Radial Pair, realizando acrobacias aéreas sincronizadas de la temporada de exhibición aérea de 1992. Más tarde se unieron a otros propietarios de Harvard para volar hasta cinco aviones como The Harvard Formation Team con Numan coreografiando sus rutinas acrobáticas durante varias temporadas.
Numan tenía licencias para helicópteros de pistón y turbina y tenía una habilitación multimotor de ala fija. Fue instructor de vuelo acrobático y fue designado por la Autoridad de Aviación Civil como evaluador de pilotos de exhibición aérea. Luego, en 2005, después de que varios de sus amigos y colegas murieran en accidentes aéreos no relacionados, dejó de volar. En una entrevista en 2009, dijo: "Me encantaba ir a show aéreos, te vincularías muy estrechamente con tus compañeros de equipo, es algo extremo y les confías tu vida. Y luego terminó. Yo aparecía y no conocía a nadie. Se volvía deprimente. Me sentaba en la tienda del piloto y había todas estas personas a las que no reconocería. Esperarías que alguien apareciera para charlar con ellos, y estarían muertos ".
Numanair continuó operando pero después de 31 años, con Numan y su familia emigrando a los Estados Unidos, se disolvió el 18 de junio de 2013.

## Imagen y legado
A fines de la década de 1970, Numan comenzó a desarrollar su estilo. Según Numan, esto fue un resultado no intencional del acné; antes de una aparición en Top of the Pops, "Tenía manchas por todas partes, así que me pusieron media pulgada de maquillaje blanco antes de que siquiera entrara por la puerta. Y mis ojos eran como orificios en la nieve, así que se pusieron negro allí. Mi supuesta imagen encajó una hora antes de ir al programa ". Su presencia "de madera" en el escenario fue, en sus palabras, el resultado de una extrema timidez y falta de "talento para el espectáculo" y, a menudo, se lo denominaba "como un androide". Durante este período, Numan generó un ejército de fanáticos que se llamaban a sí mismos "Numanoids", lo que le proporcionó una base de fanáticos que mantuvo su apoyo durante la segunda mitad de la década de 1980, cuando su fortuna comenzó a caer. Más tarde dijo que "realmente se obsesionó con todo este asunto de no sentir, ser frío con todo, no dejar que las emociones te afecten o presentar un frente de no sentir".
Numan ha sido reconocido como una influencia clave por la británica Kim Wilde mientras trabajaba en su sencillo debut "Kids in America" con su hermano Ricky. Curt Smith y Roland Orzabal de Tears for Fears, otro acto de New Wave de la década de 1980, citaron el estilo de Numan como uno que los inspiró mientras grababan su álbum debut The Hurting.

## Vida privada
Numan es ateo. Fue un partidario abierto del Partido Conservador y de Margaret Thatcher después de su elección como primera ministra. Más tarde expresó su pesar por dar su apoyo público, llamándolo "una soga alrededor de mi cuello". Anteriormente ha dicho que no se considera ni de izquierda ni de derecha y que no apoya ni a Tony Blair ni a David Cameron [64]. También dijo: "No soy socialista, lo sé. No creo en compartir mi dinero".
En 1997, Numan se casó con Gemma O'Neill, miembro de su club de fanes de Sidcup. Tienen tres hijas llamadas Raven, Persia y Echo. Aparecieron brevemente en el video musical de su canción de 2013 "Love Hurt Bleed". Persia, a la edad de 11 años, contribuyó con la voz de la canción de Numan de 2017 "My Name Is Ruin" y apareció en su video. Numan y su familia vivieron en Essex, luego en Heathfield y Waldron, y en octubre de 2012 se mudaron a Santa Mónica, California.
A los 15 años, después de una serie de arrebatos en los que "destrozaba cosas, gritaba y gritaba, se metía en la cara de la gente y rompía cosas", a Numan le recetaron antidepresivos y ansiolíticos. En la década de 1990, su esposa sugirió que tenía síndrome de Asperger; después de leer sobre el síndrome y realizar una serie de pruebas en línea, estuvo de acuerdo, aunque en ese momento dijo que no había sido diagnosticado oficialmente. Por el contrario, dijo en una entrevista de abril de 2018 con The Guardian que le habían diagnosticado síndrome de Asperger a la edad de 14 años. En una entrevista de 2001, dijo: "La conversación cortés nunca ha sido uno de mis puntos fuertes. Recientemente, descubrí que tenía una forma leve del síndrome de Asperger, lo que básicamente significa que tengo problemas para interactuar con la gente. Durante años, no podía entender por qué la gente pensaba que era arrogante, pero ahora todo tiene más sentido".
Numan publicó su autobiografía, Praying to the Aliens, en 1997 (actualizada en 1998), en colaboración con Steve Malins, quien también escribió las notas para la mayoría de las reediciones en CD de los álbumes de Numan a fines de la década de 1990, además de ser productor ejecutivo de la álbum Hybrid en 2003.
Tras el presunto acoso de su esposa mientras su familia caminaba por una calle principal en su área local, y sus sentimientos luego de los disturbios de Londres de 2011, Numan presentó documentos para emigrar a los Estados Unidos, diciendo: "Cada pueblo y pueblo de Inglaterra tiene un grupo de matones corriendo en él. Los disturbios fueron el clavo en el ataúd ". Sin embargo, en una sesión de preguntas y respuestas de septiembre de 2011 en su sitio web, en respuesta a la pregunta:" ¿Es cierto que ahora odias a Inglaterra y quieres irse?" él respondió: "No, eso es una absoluta tontería". Afirmó que "nunca había sido abusado en mi calle principal local" y que "no había tomado una decisión firme acerca de dejar el Reino Unido", pero que los matones están ayudando a tomar esa decisión, y señaló que los disturbios "nos hacen parecer un país de salvajes ignorantes, golpeando a los ya heridos, fingiendo ayudar mientras les roban las cosas, golpeando a los viejos, matándolos ”. Continuó explicando que las bandas sonoras pueden ser un próximo paso lógico en su carrera a medida que envejece, y que mudarse a los EE. UU. podría ser más razonable, ya que "en el Reino Unido no tenemos una industria cinematográfica significativa de la que hablar". Concluyó diciendo que su familia es su máxima prioridad y que "si veo un lugar que parece más seguro, más feliz y les dará una vida mejor que el Reino Unido, los llevaré allí si es posible".
Una autobiografía actualizada, (R)evolution: The Autobiography, se publicó el 22 de octubre de 2020 y actualiza su carrera desde la anterior Praying to the Aliens.

## Discografía

### Álbumes de estudio
- 1978 - The Plan - con Tubeway Army, grabaciones tempranas, inédito hasta 1984
- 1978 - Tubeway Army - con Tubeway Army, también conocido como el Álbum azul
- 1979 - Replicas - con Tubeway Army
- 1979 - The Pleasure Principle
- 1980 - Telekon
- 1981 - Dance
- 1982 - I, Assassin
- 1983 - Warriors
- 1984 - Berserker - primer álbum en su propia discográfica Numa
- 1985 - The Fury
- 1986 - Strange Charm
- 1988 - Metal Rhythm - publicado con otro orden como New Anger en Estados Unidos
- 1989 - Automatic - colaboración con Bill Sharpe como Sharpe And Numan
- 1990 - Outland
- 1992 - Machine + Soul
- 1994 - Sacrifice
- 1995 - Human - instrumental, con Michael R. Smith
- 1997 - Dawn - reedición de Sacrifice en Estados Unidos
- 1997 - Exile
- 2000 - Pure
- 2003 - Hybrid - proyecto de remezclas con Curve, Alan Moulder, Rico y Flood
- 2006 - Jagged
- 2008 - Jagged Edge - Remezclas del álbum Jagged
- 2011 - Dead Son Rising
- 2013 - Splinter (Songs From A Broken Mind)
- 2017 - Savage (Songs from a Broken World)
- 2021 - Intruder

### Álbumes en directo
- 1980 - Living Ornaments '79-'81
- 1984 - White Noise
- 1987 - Ghost
- 1989 - The Skin Mechanic
- 1994 - Dream Corrosion
- 1995 - Dark Light
- 2003 - Scarred Live at Brixton Academy
- 2004 - Live At Shepherd's Bush Empire
- 2016 - Here in the Black; Live at Hollywood Forever Cemetery
- 2019 - When The Sky Came Down (Live at The Bridgewater Hall,Manchester)

### Recopilatorios
- 1987 - Exhibition (material de su época en la discográfica Beggars Banquet 1978-1983)
- 2002 - Exposure: The best of Gary Numan (incluye material tanto de la época en Beggars Banquet como reciente 1977-2002)

Asimismo existen infinidad de recopilatorios no oficiales.

### Sencillos
- 1978 - That's Too Bad - con Tubeway Army
- 1978 - Bombers - con Tubeway Army
- 1979 - Down In The Park - con Tubeway Army
- 1979 - Are 'Friends' Electric? - con Tubeway Army
- 1979 - Cars
- 1979 - Complex
- 1980 - We Are Glass
- 1980 - I Die: You Die
- 1980 - This Wreckage
- 1981 - Stormtrooper In Drag - con el cofundador de Tubeway Army Paul Gardiner
- 1981 - She's Got Claws
- 1981 - Love Needs No Disguise - con miembros de su anterior banda como Gary Numan And Dramatis
- 1982 - Music For Chameleons
- 1982 - We Take Mystery (To Bed)
- 1982 - White Boys And Heroes
- 1983 - Warriors
- 1983 - Sister Surprise
- 1984 - Berserker
- 1984 - My Dying Machine
- 1985 - Change Your Mind - con Bill Sharpe como Sharpe And Numan
- 1985 - The Live EP - canciones: Are Friends Electric/Berserker/Cars/We Are Glass
- 1985 - Your Fascination
- 1985 - Call Out The Dogs
- 1985 - Miracles
- 1986 - This Is Love
- 1986 - I Can't Stop
- 1986 - New Thing From London Town - con Bill Sharpe como Sharpe And Numan
- 1986 - I Still Remember
- 1987 - Radio Heart - con Radio Heart como Radio Heart Featuring Gary Numan
- 1987 - London Times - con Radio Heart como Radio Heart Featuring Gary Numan
- 1987 - Cars (E Reg Model) - remezcla
- 1987 - All Across The Nation - con Radio Heart como Radio Heart Featuring Gary Numan
- 1988 - No More Lies - con Bill Sharpe como Sharpe And Numan
- 1988 - New Anger
- 1988 - America
- 1989 - I'm On Automatic - con Bill Sharpe como Sharpe And Numan
- 1991 - Heart
- 1991 - My World Storm
- 1991 - Emotion
- 1992 - The Skin Game
- 1992 - Machine + Soul
- 1993 - Cars ('93 Sprint) - remezcla
- 1994 - A Question Of Faith
- 1995 - Absolution
- 1995 - Dark Light: The Live EP - canciones: Bleed/Every Day I Die/The Dream Police/Listen To The Sirens
- 1998 - Dominion Day
- 2002 - RIP
- 2003 - Crazier - con Rico como Gary Numan Vs. Rico
- 2006 - In a Dark Place - CDSingle que incluye una versión alternativa de "Fold" y el video de "In a Dark Place"
- 2007 - Healing - colaboración con Ade Fenton, incluye tres remezclas del tema.
- 2007 - The Leather Sea - segundo sencillo en colaboración con su coproductor Ade Fenton
- 2011 - The Fall
- 2013 - Love Hurt Bleed
- 2014 - I Am Dust
- 2017 - My Name Is Ruin
- 2017 - When the World Comes Apart
- 2021 - Intruder